# Prismatomeris javanica
Prismatomeris javanica là một loài thực vật có hoa trong họ Thiến thảo. Loài này được (Valeton) Ridl. miêu tả khoa học đầu tiên năm 1940.